# Pianoconcert (Hanson)
Howard Hanson componeerde zijn enige  Piano Concerto in G major, Op. 36 in 1948.
Hanson componeerde eigenlijk drie pianoconcerten; Concerto da Camera, Fantasy Variations en dit werk. Alleen dit pianoconcert kent de begeleiding van een volledig orkest. Het werk is geschreven in opdracht van Serge Koussevitzky met zijn Boston Symphony Orchestra. De première werd gegeven door het BSO onder leiding van de componist zelf en pianist Rudolf Firkusny.
Dat het bij één pianoconcert is gebleven, blijkt uit het feit dat Hanson er zelf ook niet geheel tevreden over was. Tegen Firkusny zou hij gezegd hebben: "Rudy, if you think something sounds better your way, play it that way".
Het stuk is redelijk traditioneel geschreven, enerzijds in de Amerikaanse traditie van componisten als George Gershwin en Leonard Bernstein, anderzijds afgewisseld met meer romantische lyrische passages die aan Edvard Grieg doen denken. Ook gebruikt Hanson vaak asymmetrische ritmes. Het concert is al met al niet echt vernieuwend te noemen.

## Delen
1. Lento molto e molto tranquille – Allegro deciso;
2. Allegro feroce, molto ritmico;
3. Andante molto espressivo;
4. Allegro giocoso.

De compositie is geschreven ter nagedachtenis van Natalya Koussevitzky, de vrouw achter (en motor van) de befaamde dirigent.

## Bron
- Uitgave Delos International; pianiste Carol Rosenberg; Seattle Symphony, Gerard Schwarz;
- Uitgave onder leiding van Hanson zelf.